# God Save the King
God Save the King (eng. Bože čuvaj kralja) odnosno God Save the Queen (eng. Bože čuvaj kraljicu, ime himne ovisi o tome vlada li kralj ili kraljica) nacionalna je himna Velike Britanije od početka 19. stoljeća. Prvobitni je tekst sin Henryja Careya posvetio svom ocu, dok je porijeklo glazbe još uvijek nejasno. Neki izvori vode na glazbene skladatelje kao što je John Bull ili Francuz Jean-Baptiste Lully ili čak na neki nepoznati švicarski vojni marš. Prva službena izvedba je izvedena 28. rujna 1745. godine u čast kralja Georga II. a izveo ju je Thomas Arne. Godinu dana prije toga, tekst pjesme je bio otiskan u knjizi Thesaurus Musicus.
Glazbu ove pjesme su prihvatile i neke druge države za himnu (Lihtenštajn, do 1961. godine Švicarska kao i Njemačka 1871. – 1918. godine.) 
Kanadska himna je: 'O Canada', koja je zamijenila 'God save the Queen'.

## Zanimljivosti o Himni
- Zanimljivo je da postoji još jedna verzija ove himne, punk verzija himne izvedena je od Sex Pistolsa
- Britanski rock sastav Queen obradio je himnu, i objavio je na svom albumu A night at the Opera iz 1975. godine.

### Engleska izvorna inačica
God save our gracious King!
Long live our noble King!
God save the King!
Send him victorious,
Happy and glorious,
Long to reign over us:
God save the King!
O Lord our God arise,
Scatter his enemies,
And make them fall:
Confound their politics,
Frustrate their knavish tricks,
On Thee our hopes we fix:
God save us all.
Thy choicest gifts in store,
On him be pleased to pour;
Long may he reign:
May he defend our laws,
And ever give us cause,
With heart and voice to sing,
God save the King!

### Dodatne strofe uKanadi
Our loved Dominion bless
With peace and happiness
From shore to shore;
And let our Empire be
Loyal, united, free
True to himself and Thee
God save the King3.

### Hrvatskiprijevod
Bože čuvaj našeg milostivog Kralja, 

Dugo neka živi naš plemeniti Kralj, 

Bože čuvaj Kralja: 

Obdari ga pobjedom, 

Srećom i slavom, 

Dugo nad nama nek vlada: 

Bože čuvaj Kralja.

O Gospodine, naš Bože, ustani, 

Rastjeraj njegove neprijatelje, 

I propast na njih pošalji. 
 
Satri njihovu politiku, 

Uništi njihove kvarne igre, 

U tebe svoje nade polažemo, 

Bože čuvaj sve nas.

Svoje najbolje darove što imaš, 

Njemu dobrohotno u izobilju daruj; 

Dugo neka on vlada: 

Neka brani naše zakone, 

I uvijek nam daje razloga 

Da iz sveg srca glasno pjevamo 

Bože čuvaj Kralja.

## Vanjske poveznice
- Audio-Stream Himna Ujedinjenog Kraljevstva (Real Player)
- 71 sekundi MP3 inačica (izvor: www.national-anthems.de)
- - Porijeklo